# Rivula calamina
Rivula calamina là một loài bướm đêm trong họ Erebidae.